# Правило Болдвіна

Baldwin rules

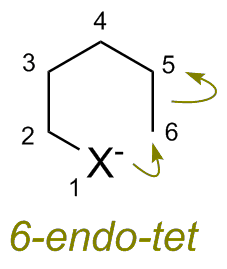

Пра́вило Бо́лдвіна (англ. Baldwin's rule) — одне з емпіричних правил утворення від 3- до 7-членних циклів. Переважними напрямками циклізації є ті, при яких довжина й природа з'єднуваного в цикл ланцюга сприяють кінцевим атомам досягти найвигіднішої для реакції геометрії; несприятливі випадки пов'язані зі значною деформацією кутів і довжин зв'язків.